# Sinh lý học tiến hóa

Chọn lọc tự nhiên và chọn lọc tình dục thường được cho là hành động trực tiếp nhất đối với hành vi (ví dụ, động vật chọn làm gì khi đối mặt với kẻ săn mồi), được thể hiện trong giới hạn được đặt ra bởi khả năng thực hiện của toàn bộ sinh vật (ví dụ: nó có thể chạy nhanh như thế nào) được xác định bởi các đặc điểm phụ (ví dụ, thành phần loại sợi cơ). Một điểm yếu của mô hình hoạt động và khái niệm này là không có sự công nhận rõ ràng về vị trí của các đặc điểm lịch sử cuộc sống.

Sinh lý học tiến hóa là nghiên cứu về tiến hóa sinh lý, nghĩa là cách thức mà các đặc điểm chức năng của các cá thể trong quần thể sinh vật đã đáp ứng với sự lựa chọn qua nhiều thế hệ trong lịch sử của quần thể.
Môn này là một nhánh phụ của cả sinh lý học và sinh học tiến hóa. Các nhà nghiên cứu trong lĩnh vực này đến từ nhiều nền tảng, bao gồm sinh lý học, sinh học tiến hóa, sinh thái học và di truyền học.
Theo đó, phạm vi của các kiểu hình được môn này nghiên cứu bởi các nhà sinh lý học tiến hóa rất rộng, bao gồm lịch sử sự sống, hành vi, hiệu suất của toàn bộ sinh vật, hình thái chức năng, cơ chế sinh học, giải phẫu, sinh lý học cổ điển, nội tiết học, sinh hóa và tiến hóa phân tử. Nó liên quan chặt chẽ đến sinh lý học so sánh và sinh lý học môi trường, và những phát hiện của nó là mối quan tâm chính của y học tiến hóa. Một định nghĩa đã được đưa ra là "nghiên cứu về cơ sở sinh lý của thể dục, cụ thể là tiến hóa tương quan (bao gồm các hạn chế và đánh đổi) về hình thức và chức năng sinh lý liên quan đến môi trường, chế độ ăn uống, cân bằng nội môi, quản lý năng lượng, tuổi thọ và tỷ lệ tử vong và đặc điểm lịch sử cuộc sống ".

## Lịch sử
Như cái tên của nó, sinh lý học tiến hóa là sản phẩm của hai môn khoa học riêng biệt. Theo Garland và Carter, sinh lý học tiến hóa phát sinh vào cuối những năm 1970, sau những cuộc tranh luận liên quan đến tình trạng trao đổi chất và điều nhiệt của khủng long (xem sinh lý học của khủng long) và các loài bò sát giống động vật có vú.
Thời kỳ này được tiếp nối bởi những nỗ lực vào đầu những năm 1980 để tích hợp di truyền định lượng vào sinh học tiến hóa, có tác dụng lan tỏa trên các lĩnh vực khác, như sinh thái học hành vi và sinh thái học. Vào giữa những năm cuối thập niên 1980, các phương pháp so sánh phát sinh gen bắt đầu trở nên phổ biến trong nhiều lĩnh vực, bao gồm sinh thái sinh lý và sinh lý so sánh. Một tập năm 1987 có tiêu đề "Những hướng đi mới trong sinh lý học sinh thái"  có ít sinh thái học  nhưng nhấn mạnh đáng kể vào các chủ đề tiến hóa. Nó tạo ra cuộc tranh luận mạnh mẽ, và trong vài năm, Quỹ khoa học quốc gia đã phát triển một hội thảo có tiêu đề Sinh lý học sinh thái và tiến hóa Lưu trữ ngày 4 tháng 3 năm 2016 tại Wayback Machine.